# Tírig
Tírig é um município da Espanha na província de Castelló, Comunidade Valenciana. Tem 42,3 km² de área e em 2021 tinha 419 habitantes (densidade: 9,9 hab./km²).

## Demografia
| Variação demográfica do município entre 1991 e 2004 | Variação demográfica do município entre 1991 e 2004 | Variação demográfica do município entre 1991 e 2004 | Variação demográfica do município entre 1991 e 2004 |
| --------------------------------------------------- | --------------------------------------------------- | --------------------------------------------------- | --------------------------------------------------- |
| 1991                                                | 1996                                                | 2001                                                | 2004                                                |
| 635                                                 | 575                                                 | 549                                                 | 573                                                 |